# منتخب ألمانيا لسباعيات الرغبي
منتخب ألمانيا لسباعيات الرغبي (بالألمانية: Deutsche Siebener-Rugby-Nationalmannschaft)‏ هو ممثل ألمانيا الرسمي في المنافسات الدولية في سباعيات الرغبي .